# Décès en février 2010
Décès
- 2006
- 2007
- 2008
- 2009
- 2010
- 2011
- 2012
- 2013
- 2014

Pour une information complémentaire, voir la page d'aide.

## Février 2010
| Date        | Nom                           | Activités                                                                                                 | Âge  | Source |
| ----------- | ----------------------------- | --- | ---- | --- |
| 1er février | Steingrímur Hermannsson       | Homme politique islandais.                                                                                | 81   | (en) |
| 1er février | Azzeddine Laraki              | Homme politique marocain, ancien premier ministre marocain de 1986 à 1992.                                | 80   | |
| 1er février | Justin Mentell                | Acteur américain, connu pour son rôle de Garrett Wells dans Boston Justice.                               | 27   | |
| 2 février   | Eustace Mullins               | Essayiste américain.                                                                                      | 86   | (en) |
| 3 février   | John McCallum                 | Acteur australien et producteur de télévision, créateur de la série Skippy le kangourou.                  | 91   | |
| 3 février   | Regina de Saxe-Meiningen      | Archiduchesse d'Autriche, épouse de l'archiduc Otto de Habsbourg-Lorraine prétendant au trône d'Autriche. | 85   | (de) |
| 3 février   | Ruedi Killias                 | Entraîneur de hockey sur glace suisse.                                                                    | 66   | |
| 3 février   | Dick McGuire                  | Ancien joueur et entraineur américain de basket-ball.                                                     | 84   | (en) |
| 3 février   | Pierre Rodrigue               | Maire honoraire de Pontfaverger-Moronvilliers, chevalier de la légion d'honneur.                          | 89   | |
| 3 février   | Mohamed Tibari                | Footballeur international marocain devenu entraîneur.                                                     | 75   | |
| 3 février   | Georges Wilson                | Comédien et metteur en scène français.                                                                    | 88   | |
| 4 février   | Kostas Axelos                 | Philosophe et traducteur français d'origine grecque.                                                      | 85   | |
| 4 février   | Te Wei                        | Illustrateur et réalisateur chinois.                                                                      | 94   | |
| 5 février   | Ian Carmichael                | Acteur britannique.                                                                                       | 89   | (en) |
| 5 février   | Marcel Giuglaris              | Journaliste français.                                                                                     | 87   | |
| 5 février   | Charles Maussion              | Peintre français.                                                                                         | 86   | |
| 5 février   | Joseph Mercier                | Entraineur de football français.                                                                          | 90   | |
| 5 février   | Pierre Vidal                  | organiste, compositeur et musicologue français.                                                           | 82   | |
| 6 février   | John Dankworth                | Musicien de jazz britannique.                                                                             | 82   | (en) |
| 6 février   | Robert de Goulaine            | Écrivain français.                                                                                        | 76   | |
| 6 février   | Roger Guérin                  | Musicien de jazz français.                                                                                | 84   | |
| 7 février   | Franco Ballerini              | Coureur cycliste italien.                                                                                 | 45   | |
| 7 février   | David Froman                  | Acteur américain, connu pour son rôle du Lt. Bob Brooks dans Matlock.                                     | 71   | (en) |
| 7 février   | Judith Kanakuze               | Femme politique et féministe rwandaise                                                                    | 50   | (en) |
| 7 février   | André Kolingba                | Homme politique, ancien président de la République centrafricaine de 1981 à 1993.                         | 73   | |
| 7 février   | William Tenn                  | Écrivain américain de science-fiction.                                                                    | 89   | (en) |
| 8 février   | Jimmy Heuga                   | Skieur alpin américain.                                                                                   | 66   | (en) |
| 8 février   | Robert Hoy                    | Acteur américain, connu pour son rôle de Joe Butler dans Le Grand Chaparral.                              | 82   | (en) |
| 8 février   | Erich Meier                   | Footballeur allemand.                                                                                     | 74   | (de) |
| 8 février   | Anna Samokhina                | Actrice russe.                                                                                            | 47   | (en) |
| 8 février   | Krzysztof Skubiszewski        | Ancien ministre des Affaires étrangères polonais.                                                         | 83   | (en) |
| 9 février   | Constant De Backker           | Footballeur belge.                                                                                        | 81   | (nl) |
| 9 février   | Alfred Gregory                | Photographe et alpiniste britannique.                                                                     | 96 ? | (en) |
| 9 février   | Philippe Madelin              | Écrivain et journaliste d'investigation français.                                                         | 74   | David Servenay, « Notre blogueur Philippe Madelin, journaliste jusqu'à sa mort », sur rue89, nouvelobs.com, 10 février 2010 |
| 9 février   | Walter Frederick Morrison     | Inventeur américain à qui l'on doit notamment le frisbee.                                                 | 90   | |
| 10 février  | Carl Braun                    | Joueur et entraîneur américain de basket-ball.                                                            | 82   | (en) |
| 10 février  | José Joaquín Trejos Fernández | Homme politique costa ricain, président du Costa Rica de 1966 à 1970.                                     | 93   | (es) |
| 10 février  | Jacques Hétu                  | Compositeur québécois.                                                                                    | 71   | |
| 10 février  | Orlando Peçanha               | Footballeur brésilien champion du monde en 1958.                                                          | 74   | (pt) |
| 10 février  | Fred Schaus                   | Joueur et entraîneur américain de basket-ball.                                                            | 84   | (en) |
| 10 février  | Eduard Vinokurov              | Escrimeur russe.                                                                                          | 67   | (ru) |
| 10 février  | Charlie Wilson                | Ancien élu américain de la Chambre des représentants, de 1973 à 1996.                                     | 76   | |
| 11 février  | Irina Arkhipova               | Chanteuse d'opéra soviétique                                                                              | 85   | (en) |
| 11 février  | Heward Grafftey               | Avocat, homme d'affaires, auteur et homme politique québécois.                                            | 81   | |
| 11 février  | Alexander McQueen             | Créateur de mode britannique                                                                              | 40   | |
| 11 février  | Pierre Vadeboncœur            | Avocat, syndicaliste et écrivain canadien                                                                 | 89   | |
| 12 février  | Kamel Belkacem                | Journaliste algérien.                                                                                     | 67   | |
| 12 février  | Nodar Kumaritashvili          | Lugeur géorgien, décédé lors des Jeux olympiques de Vancouver.                                            | 21   | |
| 12 février  | Ameur Mahieddine              | Journaliste algérien.                                                                                     | 59   | |
| 12 février  | Luis Molowny                  | Joueur de football, entraîneur et directeur sportif espagnol du Real Madrid CF.                           | 84   | |
| 13 février  | Lucille Clifton               | Écrivain américain.                                                                                       | 73   | (en) |
| 13 février  | Dale Hawkins                  | Chanteur américain.                                                                                       | 73   | (en) |
| 13 février  | Yvon Leroux                   | Comédien québécois.                                                                                       | 80   | |
| 13 février  | André Le Menn                 | Footballeur français                                                                                      | 75   | |
| 13 février  | Red Rocha                     | Joueur de basket-ball américain.                                                                          | 86   | (en) |
| 13 février  | Serge Sauvion                 | Acteur français, doublure de Peter Falk et narrateur de Crime Story sur Europe 1.                         | 80   | |
| 14 février  | Doug Fieger                   | Musicien américain, leader du groupe de rock The Knack.                                                   | 57   | |
| 14 février  | Dick Francis                  | Écrivain britannique.                                                                                     | 89   | |
| 14 février  | Raymond Mason                 | Sculpteur britannique                                                                                     | 87   | (en) |
| 15 février  | Michel Glotz                  | Producteur de disques français                                                                            | 79   | |
| 16 février  | John Davis Chandler           | Acteur américain                                                                                          | 75   | |
| 17 février  | Emilio Lavazza                | Entrepreneur italien                                                                                      | 78   | |
| 17 février  | Jean Linard                   | Céramiste, sculpteur, peintre, graveur et architecte français                                             | 78   | |
| 18 février  | John Babcock                  | Ancien combattant canadien de la Première Guerre mondiale                                                 | 109  | (en) |
| 18 février  | Robert Pandraud               | Ancien ministre délégué à la sécurité publique français                                                   | 81   | |
| 18 février  | Ariel Ramírez                 | Auteur-compositeur et pianiste argentin                                                                   | 88   | |
| 19 février  | Jamie Gillis                  | Acteur et réalisateur pornographique américain                                                            | 66   | (en) |
| 19 février  | Lionel Jeffries               | Acteur, réalisateur et scénariste britannique                                                             | 83   | (en) |
| 19 février  | Rudy Larriva                  | Animateur et réalisateur américain                                                                        | 94   | (en) |
| 20 février  | Alexander Haig                | Général et homme politique américain                                                                      | 85   | |
| 20 février  | Eduardo Di Loreto             | Joueur de football et entraîneur argentin                                                                 | 80   | |
| 20 février  | Giovanni Pettenella           | Coureur cycliste italien                                                                                  | 66   | |
| 20 février  | Jean-Pierre Treiber           | Suspecté d'avoir assassiné Géraldine Giraud et Katia Lherbier                                             | 46   | |
| 23 février  | Henri Salmide                 | Alias Heinz Stahlschmidt, ancien militaire allemand qui avait sauvé le port de Bordeaux en 1944.          | 92   | |
| 23 février  | Orlando Zapata                | Activiste et prisonnier politique cubain                                                                  | 42   | (en) |
| 25 février  | Nelly Adamson                 | Tennis française                                                                                          | 93   | |
| 25 février  | Andrew Koenig                 | Acteur américain                                                                                          | 41   | |
| 25 février  | Ali Tounsi                    | Chef de la sureté national algérienne (DGSN)                                                              | 76   | |
| 26 février  | Didier Bergès                 | Avocat et écrivain français                                                                               | 66   | |
| 26 février  | Séverin Blanchet              | Cinéaste et documentariste français                                                                       | 66   | |
| 26 février  | Bernard Coutaz                | Homme d'affaires français. Fondateur du label classique Harmonia Mundi.                                   | 87   | |
| 26 février  | Richard Devon                 | Acteur américain.                                                                                         | 83   | |
| 26 février  | Nujabes                       | Producteur de hip-hop, de trip hop et DJ japonais.                                                        | 36   | |
| 27 février  | André Aubert                  | Imitateur, connu pour son rôle dans les publicités de Panzani                                             | 86   | |
| 27 février  | Larry Cassidy                 | Musicien anglais, leader du groupe de post-punk Section 25                                                | 56   | (en) |
| 27 février  | Madeleine Ferron              | Écrivaine québécoise, commissaire gouvernementale et animatrice de radio                                  | 87   | |
| 27 février  | Vladislav Galkine             | Acteur russe                                                                                              | 38   | (en) |
| 28 février  | Martin Benson                 | Acteur britannique                                                                                        | 91   | |
| 28 février  | Roger Milliot                 | Coureur cycliste français                                                                                 | 66   | |